# Референдум об образовании Приднестровской Молдавской ССР (1990)
Референдум в Приднестровье, прошедший в 1989—1990 годах был первым референдумом в регионе. Он определил дальнейшее политическое развития левобережной части Молдавии и города Бендеры с окрестностями в направлении отделения от Молдавии и построения независимого государства.

## Причины
Стремление к отделению от Молдавии у жителей приднестровского региона было вызвано внутриполитическими процессами в СССР и МССР — ростом молдавского национализма, провозглашение курса на выход из СССР и призывы к объединению с Румынией, введение румынского флага в качестве государственного, лишение государственного статуса русского языка и перевод молдавского на румынский алфавит. Эти явления встречали сопротивление жителей ПМР, 2/3 которых составляли славяне — русские и украинцы.
Во второй половине 1989 года в Приднестровье прокатилась волна забастовок, был создан Объединённый совет трудовых коллективов, ставший координирующим органом народного протеста, начали звучать требования об автономии приднестровского региона.

## Ход референдума
В конце 1989 года в Приднестровье начали проводиться референдумы об образовании Приднестровской Молдавской ССР. В связи с отсутствием возможности провести референдум одновременно на всей территории Приднестровья, они проводились в разное время в различных его частях. Референдумы проходил в городах и районах региона почти год — с декабря 1989 по ноябрь 1990. К примеру, в Рыбнице референдум прошел 3 декабря 1989 года, в Тирасполе — 28 января 1990 года, 1 июля — в Бендерах, 12 августа — в Дубоссарах, в июле-сентябре — в селах Слободзейского района, в Григориопольском районе — 25 ноября 1990. В селах Каменского района, из-за невозможности организовать референдум, этот вопрос выносился на сходы граждан. В результате из 471 907 внесенных в списки избирателей приняли участие в референдуме 370 101 или 79 %. Из них «за» образование ПМ ССР высказались 355 345 человек (95,8 %).

## Последствия
В последние годы 1980-х в результате перестройки в Советском Союзе обострились национальные вопросы. В союзных республиках возникли общественные движения, объединявшие представителей титульных национальностей этих республик. В Молдавской ССР это движение выразилось в провозглашении тезиса об идентичности молдавского и румынского языков и в призывах к объединению Молдавии с Румынией. Изначально были выдвинуты требования признать идентичность молдавского языка румынскому, а также перевести молдавский язык на латинскую графику и сделать его единственным государственным языком Молдавии. Важным шагом к возникновению конфликта в Приднестровье послужило опубликование законопроекта «О функционировании языков на территории Молдавской ССР». Проект был опубликован от имени Союза писателей Молдавии. Согласно ему, родители лишались права выбора языка обучения детей, а за использование в официальном общении иного языка предусматривалась административная и, в некоторых случаях, уголовная ответственность. Законопроект вызвал негативную реакцию среди подавляющей части населения, не владеющей молдавским языком. Дальнейшие споры о государственном языке привели к возникновению национального вопроса в Молдавии и расколу общества. Когда в конце 1988 года начал формироваться Народный фронт Молдовы, в противовес ему в начале 1989 года возникло «Интердвижение». В августе 1989 года в Тирасполе был создан ОСТК — Объединенный Совет трудовых коллективов, который противостоял Народному фронту. Поводом к формированию ОСТК послужило опубликование законопроекта о государственном языке. Затем Парламент МССР переименовал МССР (Молдавию) в ССРМ (Молдову) и провозгласил единственным государственным языком в Молдове — румынский (с переводом молдавского языка с кириллической графики на латиницу). Депутаты из левобережья, г. Бендеры и гагаузских районов были избиты многотысячными про-румынскими активистами Кишинёва прямо у входа в Парламент Молдовы за отказ голосовать за этот Закон (тяжелее всех пришлось гагаузам — их госпитализировали c травмами). В итоге избитые депутаты отказались участвовать в заседаниях в Кишинёве, а постановили собираться исключительно в городах Тирасполе и Комрате. За это их исключили из КПСС (при чём даже исключили некоторых депутатов от г. Дубоссары, которые никогда в партии не состояли), вручив им уведомления об исключении из КПСС в зданиях городских и районных КГБ ССРМ (Молдовы), куда они были вызваны по повесткам, а также сообщив им, что они отныне уволены со своих основных мест работы «за нарушение трудовой дисциплины и систематические прогулы», так как их командировочные удостоверения отказались заверить в Парламенте ССРМ (Молдовы).
На фоне политического противостояния ОСТК организовал на левобережье Днестра, где большинство населения составляли просоветски настроенные русскоязычные молдаване, русские и украинцы забастовки и митинги. Во многих городах будущего Приднестровья начался переход на сторону народных депутатов: правоохранительных органов, отказавшихся подчиняться Кишинёву. Позже, после референдума об образовании ПМССР и кризиса в Гагаузии, провозгласившей независимость на день раньше Приднестровья в результате конфликта о языке (гагаузам ССРМ отказала в праве быть отдельным народом и сохранять свою национальную самоидентичность), началось формирование гвардии ПМР, которая приняла непосредственное участие в конфликте. К началу первых столкновений Дубоссары уже контролировались властями Приднестровья: городским советом народных депутатов, избранным полностью в соответствии с законодательством ССРМ на всесоюзных местных выборах в марте 1990 года. На всесоюзном референдуме весны 1991 года население Дубоссар (и всего Приднестровья), несмотря на запрет властей Молдовы в нём участвовать, единодушно высказалось против курса ССРМ на независимость и за сохранение СССР.

## Формирование ПМССР

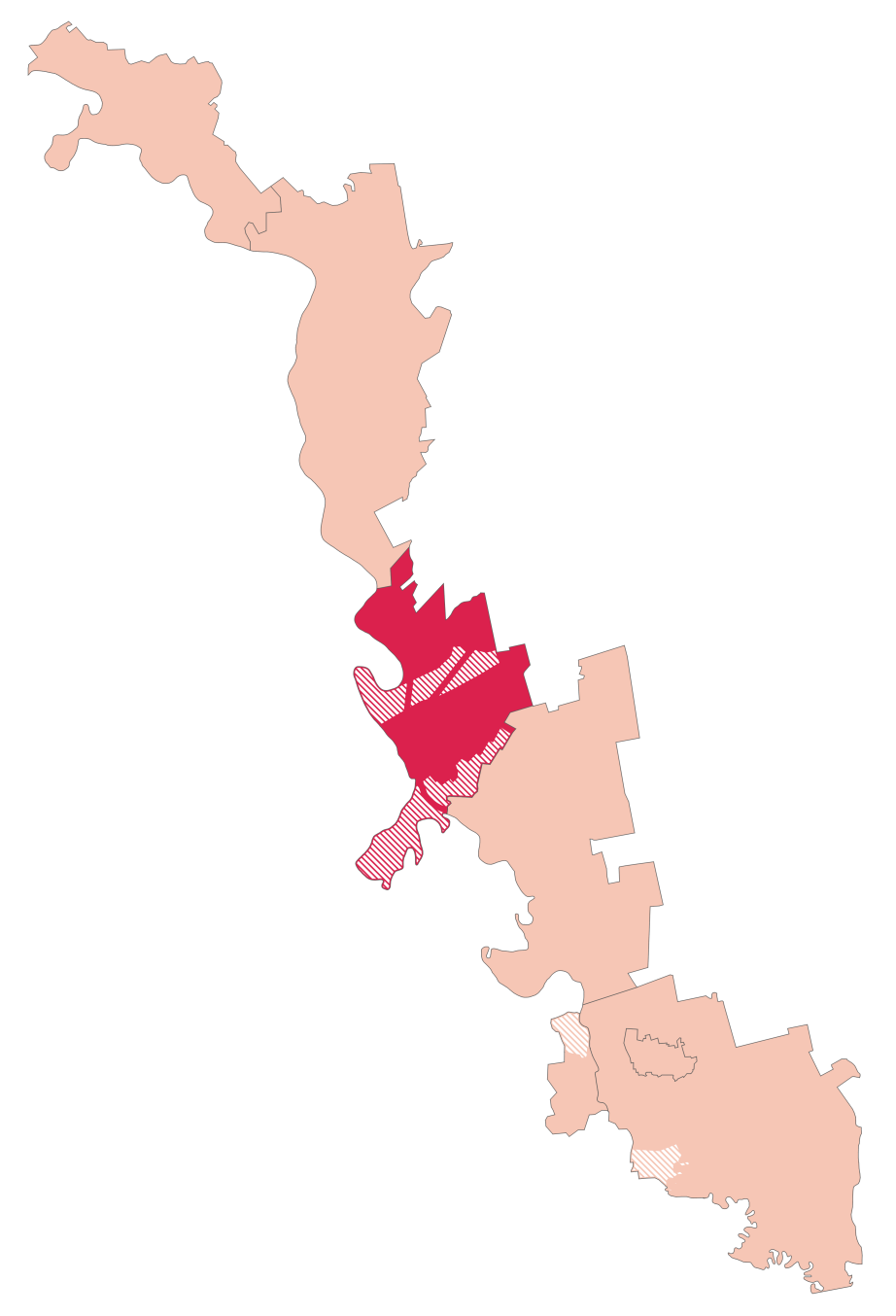
Дубоссарский район ПМР на карте Приднестровья. Территории, заштрихованные розовым, заявлены руководством ПМР, как часть республики, однако их западная половина контролируются Молдовой, а восточная половина — Приднестровьем

Дубоссары сыграли важную роль в формировании Приднестровья в 1989-1990 годах. 12 августа 1990 года в городе состоялся референдум об образовании ПМССР. В Дубоссарах было открыто 7 участков для голосования. По мнению молдавской стороны, во время Референдума якобы были грубо нарушены правила голосования, в частности, на участки отказались прибыть про-румынски настроенные наблюдатели (они же всячески запрещали людям участвовать в Референдуме).
По итогам голосования на 2-м съезде депутатов всех уровней из восточных регионов ССРМ (в болгарском селе Парканы (между городами Тирасполем и Бендерами); присутствовало 612 человек депутатов сельских, городских, районных советов и Парламента Молдовы из городов и районов будущей ПМССР), созванном в соответствии с законом СССР «О местном самоуправлении» 2 сентября 1990 года была провозглашена Приднестровская Молдавская Советская Социалистическая Республика (ПМССР), а Дубоссары вошли в её состав. Временным руководителем ПМССР стал исключённый из КПСС Игорь Смирнов (народный депутат Парламента Молдовы, председатель Тираспольского городского совета народных депутатов, директор Тираспольского завода им. Кирова), Председателем временного Верховного Совета ПМССР стал исключённый из КПСС Григорий Маракуца (народный депутат Парламента Молдовы, заместитель председателя Каменского районного совета народных депутатов). Их первыми заместителями (исполняли обязанности руководителей Республики и Верховного Совета во время ареста без предъявления обвинения властями Молдовы И. Смирнова и Г. Маракуцы с августа по декабрь 1991, в нарушении Закона «О статусе народного депутата») были избраны беспартийный Андрей Манойлов (народный депутат Парламента Молдовы, заместитель председателя Тираспольского городского совета народных депутатов, таксист — председатель забастовочного комитета работников транспорта г. Тирасполя) и член КПСС Александр Караман (2-й секретарь Слободзейского райкома КП Молдавии, врач — депутат районного Совета народных депутатов г. Слободзеи), что ныне с 2014 года вице-премьер по социальным вопросам Совета министров Донецкой Народной Республики.
Новое государственное образование наравне с Гагаузской Советской Социалистической Республикой (была создано на юге ССРМ аналогичным способом гагаузами 01.09.1990) не было признано в качестве союзной республики властями Советского Союза, пытавшейся каким-то невозможным и фантастическим образом договориться о некоей «федерализации» или «мире». В 1991 году ПМССР была переименована в Приднестровскую Молдавскую Республику (ПМР).